# 岐阜県道57号大垣停車場線
岐阜県道57号大垣停車場線（ぎふけんどう57ごう おおがきていしゃばせん）とは、岐阜県大垣市の県道（主要地方道）である。

## 概要
東海道本線、養老鉄道、樽見鉄道大垣駅への連絡道路であると同時に、大垣市中心部を南北に縦断する重要な道路である。
大垣市高屋町・郭町間は中央分離帯のある片側2車線道路。左右には商店街があり、大垣市の商業の中心地である。大垣祭などでは、歩行者専用道路として開放される。

### 路線データ
- 起点：岐阜県大垣市高屋町（大垣駅南口）
- 終点：岐阜県大垣市寺内町（岐阜県道18号大垣一宮線交点）
- 実延長：1,218m[1]

## 地理

### 通過する自治体
- 岐阜県
  - 大垣市

### 交差する道路
- 岐阜県道237号西大垣停車場線（郭町交差点）
- 岐阜県道18号大垣一宮線（寺内町交差点）

## 周辺
- 東海道本線、養老鉄道養老線、樽見鉄道樽見線大垣駅
- 大垣駅前バスのりば
- 水門川（新大橋）
- 大垣城
- 大垣公園
- 大垣共立銀行本店
- 大垣郵便局

## 別名
- 駅通り